# Anjoma Itsara
Anjoma Itsara est une commune rurale malgache située dans le centre de la région de la Haute Matsiatra.